# Kup LEN 2013./14.
Ovo je dvadeset i drugo izdanje Euro Cupa. Kragujevački Radnički ne brani naslov jer se ove sezone natječe u Euroligi. Ruski klub Spartak Volgograd osvojio je svoj prvi naslov.

## Natjecanje

### Četvrtzavršnica
Prvi susreti igraju se 20. studenog, a uzvrati 18. prosinca 2013. (Mladost-Primorac 17. prosinca) godine.
| Prva momčad       | Rez.  | Druga momčad     | 1. ut. | 2. ut. |
| ----------------- | ----- | ---------------- | ------ | ------ |
| Spartak Volgograd | 24:19 | Dinamo Moskva    | 12:10  | 12:9   |
| Posillipo         | 21:13 | Dauphins FC Sète | 12:8   | 9:5    |
| Mladost           | 24:7  | Primorac         | 14:4   | 10:3   |
| Jadran HN         | 16:19 | Acquachiara      | 6:11   | 10:8   |

### Poluzavršnica
Prvi susreti igraju se 22. veljače, a uzvrati 5. ožujka 2014. godine.
| Prva momčad       | Rez.  | Druga momčad | 1. ut. | 2. ut. |
| ----------------- | ----- | ------------ | ------ | ------ |
| Spartak Volgograd | 21:20 | Acquachiara  | 12:10  | 9:10   |
| Posillipo         | 15:18 | Mladost      | 8:8    | 7:10   |

### Završnica
Prvi susret igra se 26. ožujka, a uzvrat 9. travnja 2014. godine.
| Prva momčad       | Rez.  | Druga momčad | 1. ut. | 2. ut. |
| ----------------- | ----- | ------------ | ------ | ------ |
| Spartak Volgograd | 16:14 | Mladost      | 11:5   | 5:9    |